# Брежани (Дебарца)
Брежани (мкд. Брежани) су насеље у Северној Македонији, у западном делу државе. Брежани припадају општини Дебарца.

## Географија
Насеље Брежани је смештено у западном делу Северне Македоније. Од најближег града, Охрида, насеље је удаљено 40 km северно.
Брежани се налазе у историјској области Дебарца, која обухвата слив реке Сатеске и са изразитим планинским обележјем. Насеље је смештено високо, у источном, планинском делу области, подно превоја, који дели Илинску планину на северу од Плакенске на југу. Надморска висина насеља је приближно 1.000 метара.
Клима у насељу је планинска.

## Становништво
Брежани су према последњем попису из 2002. године имали 31 становника.
Већину становништва чине етнички Македонци (100%).
Већинска вероисповест је православље.